# Ragnar Högman
Ragnar Augustinius Högman, född 14 juli 1891 i Åmål, död där 6 mars 1976, var en svensk målare, konservator och dekorationsmålare.
Han var son till järnhyvlaren Anders Högman och Augusta Elisabet Gansson och från 1924 gift med Elisabet Lind. Högman studerade vid Tekniska skolan 1917–1919 samt en kortare tid vid Wilhelmsons målarskola i Stockholm. Separat ställde han ut på Göteborgs konsthall 1947 samt i Åmål, Ljusdal, Vänersborg och Sandviken. Tillsammans med Per-Olof Gerdin ställde han ut på Galerie Moderne i Stockholm 1949 och han medverkade i samlingsutställningar med Sveriges allmänna konstförening och på Modern konst i hemmiljö, Göteborgs konsthall, Liljevalchs konsthall samt i Karlstad och Eskilstuna. Bland hans offentliga arbeten märks utsmyckning för Hantverkets hus i Stockholm, samt i Åmåls stadshus. Han tilldelades Konstföreningens stipendium 1963, Konstakademistipendiet 1969 och tilldelades Dalslandsmedaljen 1970. Har var under flera år intendent för Dalslands konstförening. Hans konst består av stilleben, porträtt, figurstudier, människor från hemtrakten, landskap från Bohuslän och västkusten. Högman är representerad vid Göteborgs konstmuseum, Borås konstmuseum, Vänersborgs museum, Värmlands museum, Statens konstråd, samt i ett flertal kommuner.